# الیبونار
الیبونار (به لاتین: Alibunar}} یک سکونتگاه مسکونی در صربستان است که در South Banat District واقع شده‌است.

## خصوصیات
الیبونار ۲٬۸۸۳ نفر جمعیت دارد و ۷۱ متر بالاتر از سطح دریا واقع شده‌است.